# Karl Storz (Unternehmer)
Karl Storz (* 31. März 1911 in Tuttlingen; † 23. Mai 1996 ebenda) war ein deutscher Unternehmer und Erfinder. Er war der Gründer der Firma Karl Storz Endoskope in Tuttlingen.

## Leben

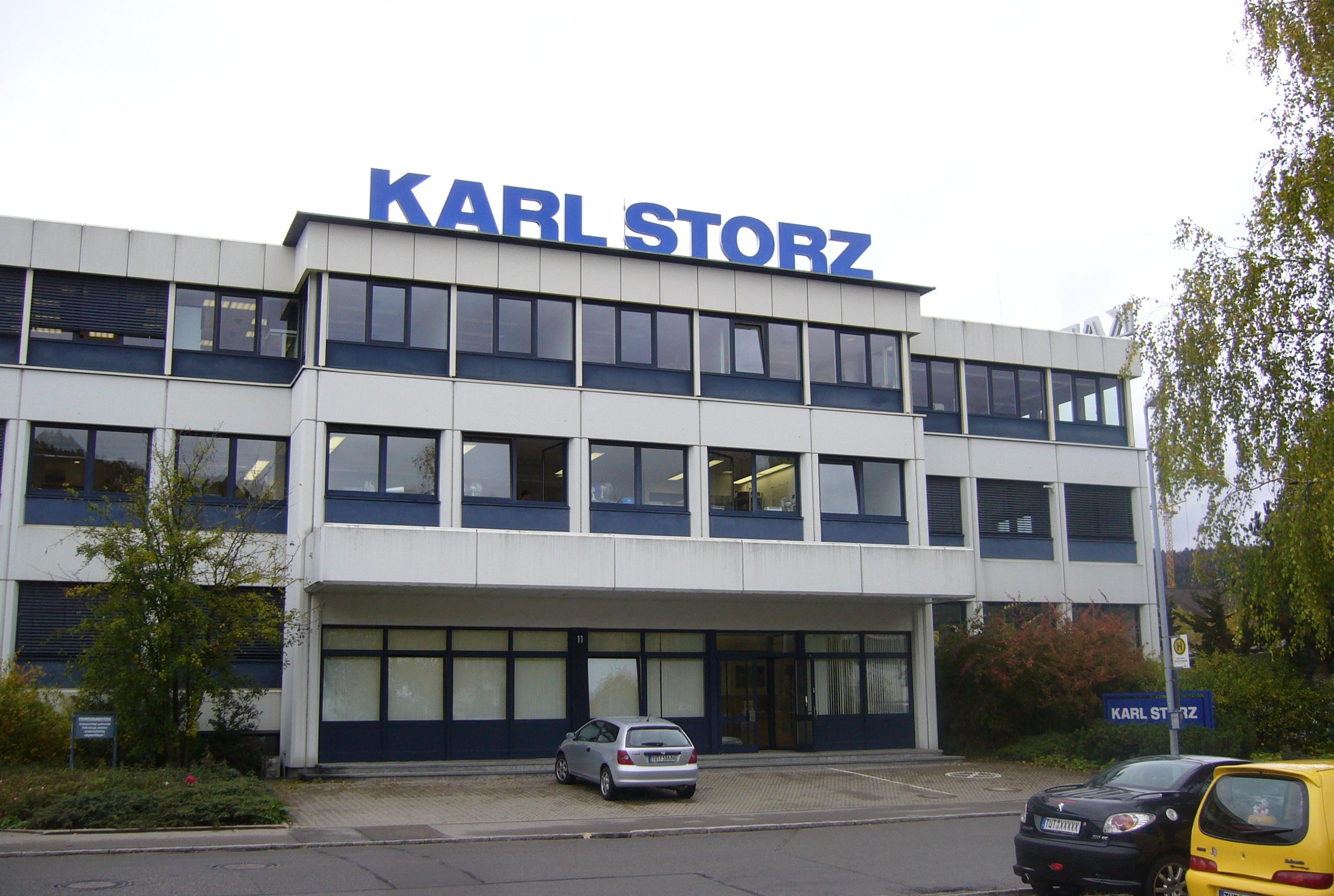
Hauptsitz von Karl Storz Endoskope in Tuttlingen (2008)

Storz gründete sein Unternehmen, das Endoskope und andere medizinische Geräte herstellt, im Jahre 1945. Mit über 400 Patenten auf seine Erfindungen hat er die Entwicklung der Endoskopie maßgeblich beeinflusst. Vor allem seine Idee des Einsatzes von Kaltlichtquellen zur Ausleuchtung des Körperinneren (ab 1960) war hier richtungsweisend.
Storz leitete das Familienunternehmen bis zu seinem Tode 1996. Unter seiner Tochter und gleichzeitig Nachfolgerin Sybill Storz stieg die Firma endgültig zum Weltmarktführer in der Produktion von Endoskopen auf.
Die Erfindungen von Karl Storz bereiteten der Entwicklung der minimalinvasiven Chirurgie und der Früherkennung von Krankheiten den Weg.

## Auszeichnungen
Im Jahre 1985 verlieh die Universität Marburg Karl Storz die Ehrendoktorwürde der Medizin.
Nach seinem Tod wurde eine Straße, die auch an dem Logistikzentrum der Firma im Tuttlinger Norden entlangführt, Dr.-Karl-Storz-Straße genannt.
Die Deutsche Gesellschaft für Telemedizin vergibt einen Karl-Storz-Telemedizinpreis, die Deutsche Gesellschaft für Phoniatrie und Pädaudiologie den Karl-Storz-Preis für Lehre in der Phoniatrie-Pädaudiologie.

## Weblink
- Karl Storz’ Kurzbiografie auf der Internetseite der Karl Storz SE & Co. KG, zuletzt abgerufen am 25. August 2012

| Personendaten    | Personendaten                                                              |
| ---------------- | -------------------------------------------------------------------------- |
| NAME             | Storz, Karl                                                                |
| KURZBESCHREIBUNG | deutscher Unternehmer und Erfinder, Gründer der Firma Karl Storz Endoskope |
| GEBURTSDATUM     | 31. März 1911                                                              |
| GEBURTSORT       | Tuttlingen                                                                 |
| STERBEDATUM      | 23. Mai 1996                                                               |
| STERBEORT        | Tuttlingen                                                                 |